# Georges Pitoëff

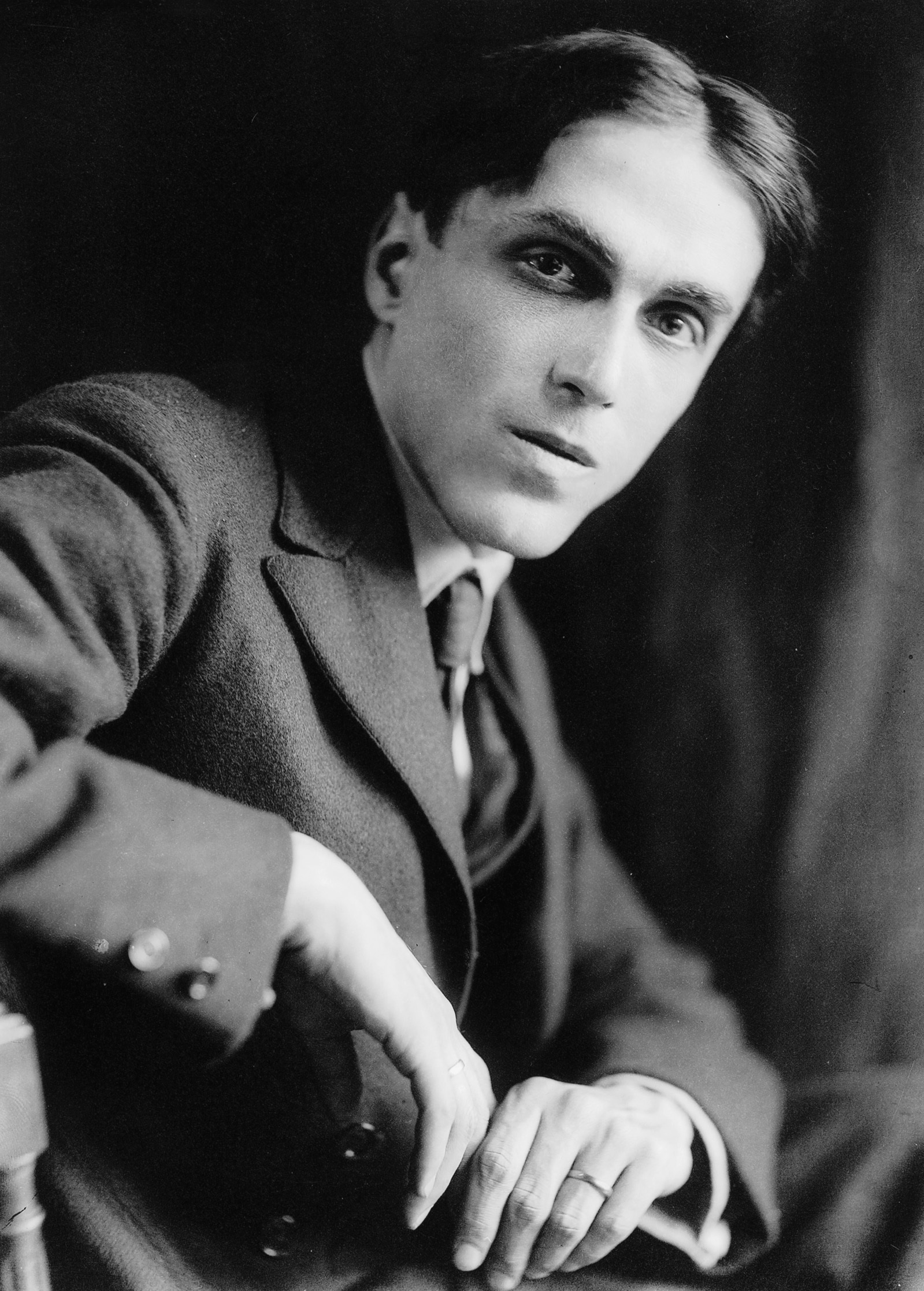
Georges Pitoëff

Georges Pitoëff (* 4. September 1884 in Tiflis; † 17. September 1939 in Genf) war ein französischer Regisseur und Theaterleiter russisch-armenischer Herkunft.

## Leben
Sein Vater Ivan war künstlerischer Leiter des Theaters von Tiflis. Pitoëff wurde vom Moskauer Künstlertheater geformt und kam 1905 mit seiner Familie nach Genf. Nach Kursen bei Émile Jaques-Dalcroze gründete er seine erste Theatertruppe 1915 in Genf und trat mit dieser in Paris auf. Er verlegte sich bald auf die Regie und feierte 1917 in Genf einen ersten Erfolg mit L’Échange von Paul Claudel.
1921 zog er nach Paris und trat mit seiner Truppe in verschiedenen Theatern der Stadt, von 1922 bis 1934 dem von Jacques Copeau auf. Danach etablierte er sich am Théâtre des Mathurins. 1926 gründete er mit Louis Jouvet, Charles Dullin und Gaston Baty das Cartel des Quartres, das in den Folgejahren bedeutenden Einfluss im Pariser Theaterleben hatte.
Seine hohen künstlerischen Ansprüche und häufige finanzielle Probleme machten es ihm unmöglich, über eine feste Spielstätte zu verfügen. So zog er mit seiner Truppe immer wieder um und spielte ohne öffentliche Förderung in kleinen Bühnenräumen, um seine Vorstellungen verwirklichen zu können. Die Werktreue hatte für Pitoëff unbedingte Priorität, wobei weitgehend stilisierte Inszenierungen den dichterischen Text zur Geltung bringen sollten. Um seine Unabhängigkeit zu bewahren, unternahm er zahlreiche Auslandstourneen. Einer seiner einflussreichsten Gegner war André Antoine, der eine Überfremdung des französischen Theaters mit ausländischen Autoren befürchtete.
Insgesamt brachte Pitoëff um die 204 Stücke von 114 Autoren auf die Pariser Bühnen, darunter vieler Werke ausländischer Autoren wie Luigi Pirandello, George Bernard Shaw, Anton Tschechow, Arthur Schnitzler und Eugene O’Neill. Dadurch hatte er einen entscheidenden Anteil an der Öffnung des französischen Theaters für die Weltdramatik. Besonders nachhaltige Inszenierungen waren 1923 Sechs Personen suchen einen Autor und 1925 Die heilige Johanna.
Nach seinem Tod löste seine Frau Ludmilla Pitoëff, mit der er seit 1915 verheiratet war, seine Schauspielertruppe auf.